# .aero
.aero（取自航空工程一词对应的英文翻译“aeronautics”）顶级域是互联网域名系统中仅面向与航空相关的网站所开放的赞助类顶级域，由国际航空电讯集团公司（SITA）管理运营，是首个建立在单一产业上的互联网顶级域。
目前，2个字母的域名根据IATA航空公司代码而保留给各个航空公司；3个字母的域名根据IATA机场代码保留给各个机场。首次注册年限至少为2年或更久，但不得高于10年。

## 历史沿革
- 2000年4月，互联网名称与数字地址分配机构（ICANN）下属的域名支持组织（DNSO）（即通用名称支持组织（GNSO）的前身）提出引入新政策用来处理新申请的域名[4][5]。7月16日，在审核了1000多条公众意见后，董事会采纳了DNSO的建议，并正式授权ICANN主席启动新顶级域征集计划。
- 2000年8月15日，ICANN在其官网发布新顶级域征集令[6]，并公布了申请材料[7]。同时还发布了审核标准[8]，所有申请均接受大众评议[9]。截至10月2日，共收到44份申请[10]。晚些时候，ICANN开始与被选中的顶级域提议发起人协商合作协议，以确保这些顶级域被引入的同时不会影响域名系统（DNS）解析稳定性，并演变而成后来的方案，新顶级域分为：赞助类顶级域和非赞助类顶级域。一般意义上，非赞助类顶级域运营政策直接受ICANN指导，而赞助类顶级域运营则由代表小范围社群的赞助实体指导，并且由这些实体完成大部分由ICANN行使的政策规划职责。
- 2001年11月20日，.aero域与ICANN结束协商[11]。
- 2001年12月17日，ICANN与SITA正式签署合作协议[12]。

## 注册限制
与其他通用顶级域不同，.aero对域名注册有严格的命名要求，除部分域名保留给相关机构之外，还要求：
1. 除航线用途外所有二级域必须为3～63个字长。
2. 三级及其下属次级域名必须为2～63个字长。
3. 二级域的第3和第4位字符（如果有的话）均不得使用连字符。
4. 二级域的首尾字符必须为字母或数字。
5. 三级域仅允许在指定二级域下注册[3]。

注册局将如何界定域名注册人与航空界相关的标准分为18组，每组代表不同的注册团实体：
| 序号 | 组名                   | 含义 | 可注册域       |
| ---- | ---------------------- | --- | -------------- |
| 1    | 专业航空作业           | 不包含民航运输（人或货物）的商业或非商业民航飞行作业。如空中消防、农用航空、空中交通监控、空中气象科研和空中环境跟踪 | 二级域         |
| 2    | 航天                   | 航天飞机、发动机、航天装备或卫星制造公司、机构，以及牵涉维护、测试或分发任务的个人或组织                             | 二级域         |
| 3    | 航空货运或物流         | 空中货运代理和快递承运人（机构）                                                                                     | 二级域         |
| 4    | 空中航行服务           | 空中交通管制运行单位、设备及服务供应商、行业成员和协会                                                               | 二级域         |
| 5    | 航空安全、医疗及认证   | 空中医疗急救，机场安全和航空认证公司或组织                                                                           | 二级域         |
| 6    | 航空运动和空中观光     | 航空运动和休闲航空俱乐部及其成员，联合会，国家协会，比赛组织者，航空运动和娱乐航空设备                               | 二级域         |
| 7    | 航线及商业运营商       | 商用航空航线、专机航线、货运航线、企业包机运营商，空中出租车和空中旅行的运营商                                       | 二级域或三级域 |
| 8    | 机场                   | 国际机场、区域机场和飞行场的运营商                                                                                   | 二级域或三级域 |
| 9    | 航空分发系统           | 机票代理人售票系统、机票销售代理商和特许航空旅行社                                                                   | 二级域         |
| 10   | 航空教育和研究         | 航空器驾驶员学校，航空院校，航空机械学校，飞行试验的培训中心、研究中心和组织人员                                     | 二级域         |
| 11   | 航空工业协会           | 行业协会、客运协会、工会和工作组                                                                                     | 二级域         |
| 12   | 航空媒体               | 航空专业相关的报社、杂志、信息网站、会议或航展组织者，以及自由撰稿人                                                 | 二级域         |
| 13   | 航空专业人员           | 受专业认证的客舱乘务员、飞行工程师、飞行教员、航空器检修人员和飞行培训师                                             | 二级域         |
| 14   | 航空供应商和服务提供商 | 为航空业提供配餐、租赁、地面维护、保险、燃料、舱内娱乐、商人、交易及顾问等业务的公司，组织或个人                     | 二级域         |
| 15   | 商务航空器运营商       | 公务包机、航空器的管理公司、商务航空器运营商及持有人                                                                 | 二级域         |
| 16   | 民用航空管理部门       | 国家或地区的民航管理部门、处理民航事务的政府办公室、事故调查机构                                                     | 二级域         |
| 17   | 政府组织               | 监管并制定标准的机构，如国有航空和政府航空服务机构                                                                   | 二级域         |
| 18   | 航空器驾驶员           | 商业或私人航空器驾驶员                                                                                               | 二级域         |

官方建议民航机场注册域名3位数IATA机场代码.airport.aero，但是目前几乎所有机场均直接注册3位数IATA机场代码.aero。